# Nhiệt Huyết Trường An
Nhiệt Huyết Trường An là bộ phim truyền hình cổ trang của Trung Quốc do Youku sản xuất năm 2016. Bộ phim được trình chiếu lần đầu tiên trên trang Youku của Trung Quốc vào ngày 15 tháng 2 năm 2017, được  phụ đề Việt ngữ bởi nhóm phụ đề Qiaobao Subteam của FC Từ Hải Kiều tại Việt Nam và đăng độc quyền trên trang web BiluTV.

## Nội dung
Năm 626, thành Trường An của Đại Đường bỗng nhiên xuất hiện nhiều hiện tượng lạ, nghi án nổi lên bốn phía, lòng người hoảng sợ. Đại Lý Tự thành lập một tổ điều tra, chuyên điều tra những câu chuyện ma quái kỳ lạ. Thành viên bao gồm: Tát Ma Đa La, thông thạo thuật Già La; Lý Chất, người có năng lực phân tích siêu cường; Hoàng Tam Pháo, người giỏi chế tạo thuốc nổ và sử dụng thành thạo súng kíp liên hoàn; Công Tôn Tứ Nương, người tinh thông các loại vũ khí; Thượng Quan Tử Tô, "Bách khoa toàn thư di động"; Đàm Song Diệp, thiên tài y học trong lĩnh vực khám nghiệm tử thi.
Sau hai đến ba vụ án ma quái kỳ lạ, tổ điều tra đã tìm ra chân tướng sự việc, loại bỏ mê tín trong thành. Theo từng bước điều tra, mọi người dần dần phát hiện Hắc Già La vọng tưởng dùng thủ đoạn đê tiện để phá hoại Đại Đường thanh bình. Cuối cùng tà không thắng chính, tổ điều tra đập tan âm mưu của Hắc Già La. Những thiếu niên ấy không chỉ có trái tim nhiệt huyết hào hùng, còn có một tấm lòng giàu trách nhiệm bảo vệ quê hương đất nước...

## Các diễn viên chính
| Nhân vật          | Diễn viên       | Thuộc tính | Lồng tiếng     | Ghi chú |
| ----------------- | --------------- | --- | -------------- | ------- |
| Tát Ma Đa La      | Từ Hải Kiều     | Thiếu niên thần bí tinh thông thuật Già La, đến từ Già Lam, Tây Vực, đang làm tạp dịch tại quán trọ Phàm Xá của Công Tôn Tứ Nương, tính bất cần đời, vô cùng lẻo mép, tham tiền tham ăn, chỗ nào có thể kiếm tiền là sẽ có mặt, chộp được đồ ăn liền cho vào miệng. Ngoài mặt tính tình tùy hứng, thực chất thận trọng nhạy bén, mưu trí hơn người, thường phát hiện được những chi tiết nhỏ nhặt người khác không để ý đến, nhằm tìm ra mấu chốt phá án. | Mã Chính Dương |         |
| Thượng Quan Tử Tô | Cúc Tịnh Y      | Thông minh tài trí, dịu dàng khéo léo, tư duy tỉ mỉ, trí nhớ cực tốt. Từ nhỏ đọc nhiều sách, gặp qua một lần là nhớ, thường được gọi là Bách khoa toàn thư di động, khiêm tốn không thích nổi trội, gặp phải thi thể sẽ vì tấm lòng lương thiện mà rơi lệ. Cùng nhóm điều tra phá án thành Trường An đồng tâm hiệp lực, tìm ra chân tướng phía sau. | Tăng Dung      |         |
| Lý Chất           | Lý Hạc          | Đại lý tự Thiếu khanh, con trai thứ của thái tử Lý Kiến Thành, bề ngoài nghiêm túc trầm tĩnh, đảm nhận vai trò võ lực trong nhóm, thiết diện vô tư, mang đến cảm giác vừa trầm ổn đáng tin cậy, không biết thả thính gái, chính trực ẩn nhẫn, rất có trách nhiệm, luôn quan tâm đến mọi người. | Trịnh Hi       |         |
| Hoàng Tam Pháo    | Lưu Quan Lân    | Tự phong mình là "Tiểu vương tử nổi tiếng thành Trường An", trợ thủ vạn năng của nhóm phá án, trung thành với Lý Chất, võ nghệ cao cường, nhưng lại nhát gan, mê tín dị đoan nhưng lại sợ ma. Tình nồng ý mặn với Tử Tô, thích tỏ vẻ nam tử hán đại trượng phu trước mặt mọi người, nhưng khi gặp chuyện lại sợ không dám xông lên... |                |         |
| Đàm Song Diệp     | Trình Tiểu Tấn  | Gia đình 9 đời làm pháp y, vang danh tới triều đình, vì phụ thân vướng vào án tạo phản, muôn đời không được vào triều, kinh doanh bán thịt heo tại Trường An. Một cô gái vô cùng lanh lẹ, mê mụi thi thể, nhìn thấy thi thể sẽ hưng phấn quên bệnh, 2 ngày không được đụng vào xác chết sẽ đi lên núi tìm heo gà rừng luyện tay... | Kiều Thi Ngữ   |         |
| Công Tôn Tứ Nương | Trương Tân Uyển | Xinh đẹp dũng cảm, má mì của quán trọ Phàm Xá, thuở nhỏ từng làm mã phỉ quan ngoại, tinh thông các loại vũ khí, thường xuyên trao đổi tình báo cung cấp đầu mối cho nhóm điều tra phá án. Thường ngày hay cười đùa cũng Tát Ma và Lý Chất, nhưng chính sự không bao giờ hàm hồ, tuy có chút hơi mê tiền nhưng thường che chở, dốc hết sức giúp bạn bè khi gặp khó khăn, trọng tình trọng nghĩa.                                                           | Trương Dư Đông |         |

Các diễn viên khác:
- Hàn Soái vai Trương Thạch.
- Khổng Tiểu Minh vai Ninh Thái Thần.
- Hướng Thanh Thanh vai Liễu Như Trân/Liễu Như Lan.
- Trang Hạ vai Vân Bằng.
- Dương Lệ Linh vai Du phu nhân
- Thiệu Tuyết Thông vai Sở Hải Tịch
- Trương Khiếu vai Bất Tứ
- Lý Tín Duệ vai Trương Toàn
- Triệu Tử Nguyên vai Trương Yên Yên
- Lý Tiểu Kiều vai Lăng Ba
- Lý Chính Dương vai Trí Viễn
- Từ Cẩn vai Khuynh Vân
- Lý Ngọc Long vai Đỗ Lương Viên
- Trần Dũng vai Lý Phúc Hải
- Triệu Thu Sinh vai Triệu Khuông Quốc
- Chúc Thiên Vũ vai Triệu thê
- Lưu Bình vai Triệu mẫu
- Nguyên Ninh vai Lão phó
- Lý Chấn Khởi vai Đới Trụ
- Lý Quốc Tăng vai Lý Tung Vân
- Tần Long vai Thần Hán
- Mã Anh Trí vai Thùy Nhi
- Trịnh Quốc Lâm vai Đường Thái Tông
- Thiệu Lão Ngũ vai Mao Sơn đạo sỹ

## Các ca khúc trong phim
| Tên ca khúc                     | Trình bày   | Lời      | Nhạc                    | Ghi chú     |
| ------------------------------- | ----------- | -------- | ----------------------- | ----------- |
| Trường An Túy 《长安醉》        | Từ Hải Kiều | Tài Thúc | Điền Bác                | Ending song |
| Mộng Hồi Trường An 《梦回长安》 | Vương Tích  | Tài Thúc | Lương Phàm, Phó Mậu Hoa | Ending song |
| Trường An Túy (bản xướng)       | Lưu Ngọc    |          |                         | Nhạc đệm    |
| Hiệp Khách Hành 《侠客行》      | Từ Hải Kiều | Điền Bác | Điền Bác                |             |

## Các vụ án
| Ngày phát sóng (Season 1) | Tập | Tên án               | Ghi chú      | Ngày phát sóng (Season 2) | Tập | Tên án              | Ghi chú      |
| ------------------------- | --- | -------------------- | ------------ | ------------------------- | --- | ------------------- | ------------ |
| Ngày 15/2/2017            | 1   | Trá thi trung nguyên |              | Ngày 10/5/2017            | 25  | Vong phu di phách   |              |
| Ngày 15/2/2017            | 2   | Linh miêu báo oán    |              | Ngày 10/5/2017            | 26  | Dạ hành du nữ       |              |
| Ngày 15/2/2017            | 3   | Tử vong cổ tháp      |              | Ngày 10/5/2017            | 27  | Mật thất đoạt hồn   |              |
| Ngày 15/2/2017            | 4   | Yêu quái mê hoặc     |              | Ngày 10/5/2017            | 28  | Hoa tiên nhiếp hồn  |              |
| Ngày 15/2/2017            | 5   | Quan công cắt cổ     |              | Ngày 10/5/2017            | 29  | Cách không sát nhân |              |
| Ngày 22/2/2017            | 6   | Cổ giếng địa ngục    |              | Ngày 17/5/2017            | 30  | Lôi công phán án    |              |
| Ngày 22/2/2017            | 7   | Ác quỷ tài tử        |              | Ngày 17/5/2017            | 31  | Thiến nữ u hồn      |              |
| Ngày 22/2/2017            | 8   | Phùng đầu phục hoạt  |              | Ngày 17/5/2017            | 32  | Thiên niên cổ anh   |              |
| Ngày 22/2/2017            | 9   | Cổ sức oán linh      |              | Ngày 17/5/2017            | 33  | Họa bì thâu tâm     |              |
| Ngày 22/2/2017            | 10  | Quỷ cốc âm ti        |              | Ngày 17/5/2017            | 34  | Long vương chi oán  |              |
| Ngày 1/3/2017             | 11  | Bì nhặng đoạt mạng   |              | Ngày 24/5/2017            | 35  | Động phòng nghi vân |              |
| Ngày 1/3/2017             | 12  | Ma nữ vô hình        |              | Ngày 24/5/2017            | 36  | Nến mừng nhốt xác   |              |
| Ngày 1/3/2017             | 13  | Ngũ quỷ vận tài      |              | Ngày 24/5/2017            | 37  | Cái kén bọc người   |              |
| Ngày 1/3/2017             | 14  | Thị đồng nghê nẫu    |              | Ngày 24/5/2017            | 38  | Cổ kiếm tà linh     |              |
| Ngày 1/3/2017             | 15  | Xác nữ trôi đêm      |              | Ngày 24/5/2017            | 39  | Đồng dao thẩm phán  |              |
| Ngày 8/3/2017             | 16  | Hồng nhan ngọc tổn   |              | Ngày 31/5/2017            | 40  | Lam cốt quỷ quật    |              |
| Ngày 8/3/2017             | 17  | Quỷ ảnh xà quật      |              | Ngày 31/5/2017            | 41  | Công thành khô cốt  |              |
| Ngày 8/3/2017             | 18  | Huyết án màn ảnh     |              | Ngày 31/5/2017            | 42  | Hút máu mê tình     |              |
| Ngày 8/3/2017             | 19  | Người cá rơi lệ      |              | Ngày 31/5/2017            | 43  | Ngọc diện chi mê    |              |
| Ngày 8/3/2017             | 20  | Âm sào phi nha       |              | Ngày 7/6/2017             | 44  | Khốc anh hàm oan    |              |
| Ngày 15/3/2017            | 21  | Huyễn ảnh di hình    |              | Ngày 7/6/2017             | 45  | Quỷ hỏa hoành sinh  |              |
| Ngày 15/3/2017            | 22  | Dạ bán quy nhân      |              | Ngày 7/6/2017             | 46  | Đạo sĩ thăng tiên   |              |
| Ngày 15/3/2017            | 23  | Tiếng chân nửa đêm   |              | Ngày 7/6/2017             | 47  | Mật lâm đằng yêu    |              |
| Ngày 15/3/2017            | 24  | Thiên niên thái tuế  | Hết season 1 | Ngày 7/6/2017             | 48  | Huyết mạn Trường An | Hết season 2 |

## Giải thưởng
| Ngày           | Lễ trao giải                                                      | Giải thưởng                      | Người nhận  | Ghi chú |
| -------------- | ----------------------------------------------------------------- | -------------------------------- | ----------- | ------- |
| Ngày 11/7/2017 | Lễ trao giải điện ảnh truyền thông Châu Á - Hải Âu Vàng lần thứ 2 | Webdrama xuất sắc nhất           | ----        |         |
| Ngày 11/7/2017 | Lễ trao giải điện ảnh truyền thông Châu Á - Hải Âu Vàng lần thứ 2 | Nam chính webdrama xuất sắc nhất | Từ Hải Kiều |         |
| Ngày 26/9/2017 | Lễ trao giải Phim có sức ảnh hưởng trên weibo                     | Webdrama ưu tú                   | ----        |         |